# Aéroport d'Aksoum
L'aéroport d'Aksoum (code IATA : AXU • code OACI : HAAX) est un aéroport situé dans la ville d'Aksoum en Éthiopie.

## Caractéristiques
Doté d'une seule piste goudronnée, cet aéroport est notamment desservi par la compagnie Ethiopian Airlines. Il est capable d'accueillir de très gros avions, tels que l'Antonov 124 qui ramena d'Italie un obélisque du Royaume d'Aksoum en 2005. À cette date, l'aéroport ne disposait pas d'une couverture radar.
Lors du conflit qui se déroule au Tigré, l'aéroport et/ou les pistes de l'aéroport ont été endommagés, et plus aucun vol ne desservait Aksoum à partir de novembre 2020 . Quelques vols commerciaux avaient repris à partir de 2023, mais l'aéroport a formellement réouvert en Juin 2024 avec des dessertes régulières opérées par Ethiopian Airlines avec la capitale, Addis-Abeba, ainsi qu'avec Makalé.

## Situation
| \| 100 km1:14 593 000 \| Jimma Diré Dawa Addis-Abeba Mekele Arba Minch Asosa Aksoum Dar Kombolcha Gambela Gode Gondar Humera Jijiga Kebri Dahar Lalibela Robe Semera Shire |
| 100 km1:14 593 000 |

## Compagnie aérienne et destinations
| Compagnies         | Destinations                                |
| ------------------ | ------------------------------------------- |
| Ethiopian Airlines | Addis-Abeba Bole, Gondar, Lalibela, Mekelle |

Edité le 17/11/2023